# Reguengo Grande
Reguengo Grande é uma povoação portuguesa sede da Freguesia de Reguengo Grande do Município da Lourinhã, freguesia com 15,59 km² de área e 1486 habitantes (censo de 2021), tendo, por isso, uma densidade populacional de 95,3 hab./km².

## Demografia
A população registada nos censos foi:
| Distribuição da População por Grupos Etários | Distribuição da População por Grupos Etários | Distribuição da População por Grupos Etários | Distribuição da População por Grupos Etários | Distribuição da População por Grupos Etários |
| -------------------------------------------- | -------------------------------------------- | -------------------------------------------- | -------------------------------------------- | -------------------------------------------- |
| Ano                                          | 0-14 Anos                                    | 15-24 Anos                                   | 25-64 Anos                                   | > 65 Anos                                    |
| 2001                                         | 217                                          | 201                                          | 800                                          | 344                                          |
| 2011                                         | 230                                          | 150                                          | 852                                          | 394                                          |
| 2021                                         | 174                                          | 141                                          | 725                                          | 446                                          |

## Geografia
A freguesia de Reguengo Grande, situada no extremo norte do distrito de Lisboa, é também a freguesia que delimita o Município de Lourinhã a nordeste.
Estendida na zona Leste do Planalto das Cezaredas, a freguesia de Reguengo Grande está situada no extremo norte do Distrito de Lisboa, sendo delimitada a norte pelos Municípios de Peniche e Óbidos, a leste pelo Município do Bombarral, a sul pela freguesia de Moita dos Ferreiros e a oeste pela União de Freguesias de São Bartolomeu dos Galegos e Moledo. Dista 12 km da sede do município – a Lourinhã.
Estende-se desde o Vale de Flandres, local onde ocorreu a Batalha da Roliça, nas Invasões Francesas, até ao Planalto das Cezaredas, onde, segundo a história, as tropas de Júlio César acamparam e onde encontra os limites da freguesia do Moledo, esbarrando depois a sul com a freguesia da Moita dos Ferreiros.
É uma freguesia com cerca de 1552 ha e integra, para além da sua sede, os Casais das Cezaredas, Fontelas e Casal Serrano como suas principais localidades.
Os seus montes e vales, de onde se salienta o Vale Cornaga, são zonas de reserva natural, outrora muito visitadas por forasteiros que aqui vinham passar férias e que as escolhiam para fazerem os seus piqueniques, estando hoje ao dispor de toda a população e com diversos passeios pedestres devidamente assinalados.

## História
A fixação humana nesta região ascende a épocas imemoriais, contudo o seu nome não oferece dúvidas. A sua origem como freguesia é contemporânea do início da nacionalidade. O topónimo da freguesia é constituído por dois elementos, sendo o primeiro derivado do português arcaico “regalengo” ou “reguengo”, o que designa terras pertencentes ao rei e arrendadas a agricultores em troca de uma renda. Assim, a freguesia do Reguengo começou por ser uma região sob a alçada directa da coroa. O seu topónimo acabou por perpetuar essa época. O segundo elemento toponímico “grande” é qualificado como sendo de “tamanho maior que o vulgar”.
Da sua história destaca-se o acampamento realizado pelas tropas de Júlio César, aquando da invasão da Península Ibérica pelos romanos, nos Casais das Cezaredas.
O nome desta freguesia deriva do termo reguengo, que eram terras pertencentes ao rei. Desconhece-se a sua origem, sabendo-se no entanto que eram terras pertencentes ao rei, de modo que o próprio topónimo perpetuou essa fase da sua história. Além disso, Dom Pedro nos seus amores com Dona Inês andou por estas paragens, existindo até uma casa muito antiga, onde se diz que chegou a pernoitar e de tal modo ficou reconhecido que atribuiu à freguesia certos privilégios, como por exemplo o dos seus habitantes só irem à guerra quando o próprio rei fosse.
Em 3 de Fevereiro de 1433, Dom João I concede aos reguengueiros, ou seja, às pessoas que trabalhavam nos reguengos, grandes mercês, escusando-os de pagamentos de impostos, de não serem obrigados a servirem quaisquer encargos nos concelhos nem a obrigação do direito de pousada. Com estes benefícios, a partir desta data, formou-se a povoação do Reguengo Grande e a sua vizinha do Reguengo Pequeno, então pertencentes à Paróquia de São Lourenço dos Galegos, tendo-se separado no ano de 1525, sob a denominação de São Domingos do Reguengo Grande.
Aquando dos inquéritos mandados realizar em todo o país pelo Marquês de Pombal em 1758, já se falava no Reguengo como uma freguesia que, em meados do Séc. XVIII, tinha uma abundante produção de pão e especialmente frutas de maçãs, de sorte que, durante quase todo o ano iam, todos os dias, muitas cargas para a cidade de Lisboa.
Sofreu os efeitos nefastos das Invasões Francesas, tendo a Batalha da Roliça decorrido no limite oriental da freguesia, em 17 de Agosto de 1808. Esta batalha significou o princípio do fim das tropas napoleónicas.
Em termos administrativos, era uma das quatro freguesias que pertencia ao concelho de Óbidos, tendo passado para o Concelho da Lourinhã depois da reforma administrativa de Novembro de 1836. Eclesiasticamente, era uma abadia da apresentação do prior e beneficiados da freguesia de Santa Maria de Óbidos.
Nas "Memórias Paroquiais de 1758", o então pároco refere, em relação à sua economia: Os frutos que os moradores colhem com maior abundância são pão e especialmente frutas de maçãs, de sorte que quase em todo o ano vão todos os dias muitas cargas para a cidade de Lisboa.
Esta freguesia conheceu há uns anos um período áureo, com um desenvolvimento sócio-cultural acima da média das outras freguesias limítrofes, de onde se destacava a estação dos correios, a farmácia, o médico, coisa que para a época mostrava um certo desenvolvimento. Cedo criou a indústria de extracção de pedra (a conhecida pedra rija do Reguengo, que se encontra em muitos ornamentos como, por exemplo, na igreja matriz da Lourinhã) que mais tarde derivou para a indústria de transformação de mármores. É por excelência uma freguesia rural, tendo sido em tempos grande produtora de cereais, dos quais se destaca o trigo, que durante o período de colheitas dava trabalho a cinco debulhadoras. Foi, também, grande produtora vinícola, chegando a ter em funcionamento quatro caldeiras para a queima de vinhos e duas para bagaços, sendo as suas aguardentes de reconhecida procura. Muitos eram os jornaleiros que vinham de outras freguesias trabalhar na agricultura, tendo muitos deles, os que vinham de mais longe, fixado residência na freguesia.

## Economia
O Reguengo Grande é uma freguesia extremamente fértil, o que se traduz na sua tradição agrícola, sendo afamada a tradicional maçã-reineta ou reguengueira. No entanto, o sector secundário tem-se expandido no Reguengo Grande, destacando-se actividades como a extracção de mármore e respectivas oficinas, as indústrias de carpintaria e mobiliário, as de reparações de automóveis e a de ferraria, bem como as instalações frigoríficas. O sector terciário tem na Feira Anual, a 20 de Maio, um momento de grande significado económico e social.

## Património
- Monumento de homenagem aos mortos da Guerra Colonial com pequeno jardim.
- Cruzeiro à Restauração da Nacionalidade (1640).
- Museu Rural - Preservação e divulgação do património cultural da Freguesia. Inaugurado em 1989, o museu apresenta uma colecção de objectos agrícolas e diversos artigos ligados à etnografia do concelho.
- Parque da Urbanização da Junta de Freguesia onde se situam a sede da Junta, Centro de Saúde, Museu Rural, Casas de Artesanato e Velharias, alpendre com carros de tracção animal, outrora utilizados na actividade agrícola, réplica de um Lagar de Vara, Parque de Merendas, Parque Infantil, jardim e parque de estacionamento e ainda uma pequena réplica do que eram as primitivas casas da freguesia.
- Igreja Matriz dos meados do século XVIII, sofreu profundas alterações em meados do século XX, depois de ter sofrido um incêndio que quase a destruiu por completo; Capela de Nossa Senhora de Fátima - Fontelas ; Capela do Mártir S. Sebastião - Cezaredas, Ermida do Sr. dos Aflitos e Nicho da Senhora dos Caminhantes.
- Fazem parte ainda do património da freguesia dezoito moinhos de vento, duas azenhas e três Pontes Romanas, alguns dos quais em muito mau estado de conservação, sobretudo depois das últimas intempéries que atingiram a freguesia.
- Associação Cultural Desportiva e Recreativa de Reguengo Grande, com sede própria, boas instalações para todo o tipo de espectáculos, onde se faz a festa de Agosto e ainda um Campo de Jogos com as infraestruturas ainda em construção.
- Centro Social de Arte e Cultura é uma associação que promove e dinamiza o Museu Rural da Freguesia.
- A Capela no Cemitério (Igreja Velha), o Lagar de Vara, o Parque de Merendas, as Casas de Artesanato, o Quiosque, a protecção do Rio Galvão, o monumento aos mortos na Guerra Colonial, um Cruzeiro Comemorativo da Restauração Nacional, um relógio de sol, as pontes medievais e romanas, as azenhas, os moinhos de vento, os lavadouros do Casal Serrano e de Fontelas, e as minas de água.

## Feira e festas anuais
O seu orago é São Domingos, fundador da ordem dos Pregadores. É-lhe dedicada uma festa anual no segundo domingo de Agosto.
- Feira-Festa "Maio " - Urb. da Junta de Freguesia - Tem a freguesia a sua Feira anual a 20 de Maio de cada ano. É um evento centenário que ao longo de anos foi decaindo, chegando a ser lembrada unicamente pela presença de uma cavaqueira, mas a partir de 1985 revalorizou-se, sendo actualmente um marco de expansão socioeconómico. Assim, além de feira franca, onde de tudo aparece para comercialização, fazendo parte também exposições de artesanato e velharias. Esta feira é sempre acompanhada de festa que, por norma, atinge o fim de semana anterior por estar mais perto da data, ou então o posterior. Durante os dias de festa, há bailes, jogos tradicionais e, por vezes, actuação de Ranchos Folclóricos.
- Festa em Honra de Nossa Senhora de Fátima - Fontelas - Sempre no último fim de semana de Junho, normalmente com três dias de duração. Como a população é muito devota da Nossa Senhora de Fátima e tendo o sonho de construir uma capela em sua honra, desde 1990 começou a realizar esta festa, todos os anos, com a finalidade de angariar fundos para a sua construção.
- Festa em Honra de São Domingos - Reguengo Grande - Sempre no segundo fim de semana de Agosto. Desconhece-se a origem da festa, mas sabe-se que é feita ao padroeiro desta Freguesia.
- Festa em Honra do Mártir São Sebastião - Cezaredas - Sempre no terceiro fim de semana de Novembro, com a duração de três ou quatro dias. Com a finalidade de erigir uma capela ao santo da sua maior devoção, a população deste lugar começou por organizar estes festejos para conseguir fundos para a sua construção.